# Saint-Palais, Cher
Saint-Palais är en kommun i departementet Cher i regionen Centre-Val de Loire i de centrala delarna av Frankrike. Kommunen ligger  i kantonen Saint-Martin-d'Auxigny som tillhör arrondissementet Bourges. År 2022 hade Saint-Palais 617 invånare.

## Befolkningsutveckling
Antalet invånare i kommunen Saint-Palais
Referens:INSEE